# Arnaud et Jean-Marie Larrieu
Pour les articles homonymes, voir Larrieu.
Les frères Arnaud et Jean-Marie Larrieu sont des cinéastes français (réalisateurs et scénaristes), nés respectivement le 31 mars 1966 et le 8 avril 1965 à Lourdes (Hautes-Pyrénées).

## Biographie
Arnaud Larrieu et son frère Jean-Marie se passionnent très tôt pour le cinéma grâce à un grand-père originaire des Hautes-Pyrénées qui tourne des films de montagne en 16 mm,,. Adolescents, ils filment à leur tour en Super 8, avant de suivre des études de philosophie en khâgne puis de cinéma à l’université,. À partir de la fin des années 1980, les frères Larrieu tournent de nombreux courts métrages qui font le tour des festivals, dont Les Baigneurs (1991) et Bernard ou les apparitions (1993). 
Ils mettent deux ans à peaufiner le scénario de leur premier long, Fin d'été (1999), l'histoire des retrouvailles entre un informaticien au chômage et son père ancien soixante-huitard,. En 2000, ils dirigent Mathieu Amalric dans La Brèche de Roland, récit d'une randonnée en famille qui tourne au règlement de comptes. Ce moyen métrage au charme décalé est très remarqué à la Quinzaine des réalisateurs lors du Festival de Cannes,,. 
Trois ans plus tard, le même comédien est à l'affiche du deuxième long métrage réalisé par les frères Larrieu, Un homme, un vrai, aux côtés d'Hélène Fillières, que les cinéastes avaient déjà dirigée dans le court Madonna à Lourdes (2001). Rythmée par des chansons originales de Philippe Katerine, cette comédie, dans laquelle les frères Larrieu décrivent l'évolution d'un couple sur plusieurs années, en multipliant les ruptures de ton, suscite l'enthousiasme de la critique,,. « Notre idée a toujours été de filmer des corps dans le paysage ou des corps comme des paysages », déclarent alors les réalisateurs dans le journal Libération.
Au printemps 2004 les deux frères réalisent pour France 3 le documentaire Les fenêtres sont ouvertes, à la fois portrait de leurs parents et autoportrait, esquissé à travers les lieux et les maisons où ils ont vécu,.
Les frères Larrieu partent ensuite dans les Alpes pour tourner Peindre ou faire l'amour. Bénéficiant d'un casting haut de gamme (avec Daniel Auteuil, Sabine Azéma, Sergi López et Amira Casar), ce film hédoniste, traitant de l'échangisme, est présenté en compétition au Festival de Cannes en 2005. 
Deux ans plus tard, ils reviennent sur leur territoire de prédilection pour Le Voyage aux Pyrénées, film plein d'imprévus et de fantaisies, de nouveau avec Sabine Azéma qui joue aux côtés de Jean-Pierre Darroussin. Le film est présenté à la Quinzaine des réalisateurs lors du Festival de Cannes 2008.
Les frères tournent dès l’été suivant Les Derniers Jours du monde, adapté du roman éponyme de Dominique Noguez, paru en 1991. Éclairé par Thierry Arbogast,, le film suit l’odyssée amoureuse de Robinson Laborde (Mathieu Amalric) en quête de Laetitia, sublime beauté androgyne d’origine dominicaine (Omahyra Mota), à travers la France, l’Espagne, le Canada et Taiwan, ravagés par une série de catastrophes sanitaires et écologiques. Catherine Frot, Karin Viard, Clotilde Hesme et Sergi López complètent le casting de ce road-movie apocalyptique à la tonalité tout à la fois hédoniste et mélancolique,,. Les mélodies orchestrales de Léo Ferré ponctuent la bande originale. Le film est projeté en avant-première mondiale au festival de Locarno sur la Piazza Grande le 9 août 2009. Échec public lors de sa sortie avec moins de 150 000 entrées en France, le film se forge cependant au fil des années une réputation grandissante auprès de certains cinéphiles,. « C’est à cette morale, à la fois modeste (offrir un spectacle merveilleux) et orgueilleuse (le panache, le risque), que l’on reconnaît les films qui comptent vraiment », écrit Jean-Baptiste Morain à la sortie des Derniers Jours du monde dans Les Inrockuptibles, tandis que Pierre Murat évoque « 2h10 d’ennui et de maladresse » dans Télérama.
En 2012, les frères adaptent le roman de Philippe Djian Incidences, paru chez Gallimard en 2010. Le film s’intitule L'amour est un crime parfait. Ils retrouvent Mathieu Amalric dans le rôle principal, ainsi que Karin Viard, entourée de Maïwenn, Sara Forestier et Denis Podalydès. Le film est tourné  dans les Alpes enneigées, entre Megève et Lausanne en Suisse. Qualifié de « thriller sentimental »,  le film suit les pérégrinations de Marc, professeur de littérature appliquée, soupçonné d’avoir supprimé une de ses étudiantes. Le décor futuriste de l’école polytechnique fédérale de Lausanne (EPFL) joue un rôle central dans le récit,. « Ce lieu fonctionne (…) comme la métaphore du film. C'est comme un cerveau, ouvert sur l'extérieur, un lieu où tout le monde peut se regarder, se surveiller », racontent les frères Larrieu.  Le film est présenté au festival de Toronto en septembre 2013, puis au festival de San Sebastian deux semaines plus tard. Distribué par Gaumont, il sort en janvier 2014. Une version ciné-concert du film est créé l’été suivant par le groupe Caravaggio qui a signé la bande originale du film,,.
L’été 2014, les deux frères tournent Vingt et une nuits avec Pattie avec Isabelle Carré et Karin Viard, entourées d’André Dussollier, Sergi López et Denis Lavant. Le tournage se déroule dans les forêts de la Montagne Noire, dans l’Aude. Tout en écoutant les récits très crus de Pattie (Karin Viard) relatant ses aventures sexuelles dans les bals de village, Caroline (Isabelle Carré) enquête sur la disparition du corps de sa mère survenu la veille de son enterrement. À la fois solaire et nocturne, le film chemine en toute liberté entre la comédie, le conte et le polar, mettant en avant le désir féminin comme source de fiction jubilatoire et parade aux passions tristes. Le film sort dix jours après les attaques terroristes du 13 novembre 2015. Il rencontre cependant un bel accueil critique et public,.
En septembre 2020, les frères Larrieu tournent Tralala, une comédie musicale qui se déroule à Lourdes. Tralala, chanteur à la rue à Paris, croise une jeune femme vêtue de bleu qui lui délivre un message : « Surtout ne soyez pas vous-même ». Tralala est persuadée d’avoir rencontré la Vierge et part à sa recherche dans la cité mariale. Là-bas, il fait la rencontre d’une dame qui le prend pour son fils, disparu depuis 20 ans. Tralala joue le jeu et se découvre une nouvelle famille, puis apprend que la « fille en bleu » n’est autre que la fille naturelle du jeune homme dont il a pris la place. C’est la première fois qu’Arnaud et Jean-Marie Larrieu retournent dans leur ville natale pour un long-métrage. Ils retrouvent Mathieu Amalric pour la cinquième fois. Josiane Balasko, Mélanie Thierry et Maïwenn complètent notamment le casting. Les chansons du film sont composées par Philippe Katerine, Bertrand Belin, Jeanne Cherhal, Dominique A et Étienne Daho. La chorégraphe Mathilde Monnier en signe les chorégraphies,. Le film est présenté à Cannes en sélection officielle hors compétition, en séance de minuit, le 13 juillet 2021. Sorti en octobre 2021, dans un marché qui ne s’est pas remis de la crise du Covid, le film peine à atteindre les 100 000 entrées. Il obtient cependant un bel accueil critique. « Avec ce Tralala d’une foi insolente dans les bienfaits du cinéma, les Larrieu pourraient bien avoir écrit leur Cantique des Cantiques », écrit Guillemette Odicino dans Télérama. Tralala est un des premiers films avec des acteurs portant des masques de protection contre le Covid,.  
Au printemps suivant, les Larrieu commencent l’adaptation du roman de Pierric Bailly, Le Roman de Jim, que l’auteur leur a adressé via son éditeur P.O.L.  Après un long casting, les Larrieu rencontrent finalement le comédien Karim Leklou. Ils le choisissent pour le rôle principal de cette odyssée de la paternité qui s’étale sur plus de 25 ans de vie. Lætitia Dosch, Sara Giraudeau, Bertrand Belin, Noée Abita et Andranic Manet complètent le casting. Le tournage débute en mai 2023 durant la 20e édition des Nuits sonores à Lyon, avant de se poursuivre en juin et juillet à Saint-Claude et sur les plateaux de Bellecombe, dans le Haut-Jura. Le film est sélectionné l’année suivante au Festival de Cannes, hors-compétition, dans la sélection « Cannes première ». Il obtient plusieurs prix dans d’autres festivals français ou internationaux. Le film sort le 14 août 2024 et rencontre un beau succès critique et public. « Cela faisait longtemps que l’on avait pas vu un tel amour des personnages dans le cinéma français », écrit Mathieu Macheret dans Le Monde. Karim Leklou obtient le César du meilleur acteur lors de la cérémonie des César de 2025.

## Collaborateurs réguliers
Les frères Larrieu travaillent souvent avec les mêmes acteurs.

## Filmographie
Sauf indication contraire, les informations mentionnées dans cette section peuvent être confirmées par les bases de données cinématographiques  présentes dans la section « Liens externes ».
Sauf mention contraire, la filmographie suivante concerne à la fois Arnaud et Jean-Marie Larrieu.

### Comme réalisateurs et scénaristes

#### Courts et moyens métrages
- 1987 : Court voyage (moyen métrage) - seulement Jean-Marie Larrieu
- 1988 : Temps couvert (court métrage) - seulement Arnaud Larrieu
- 1991 : Les Baigneurs (moyen métrage) - seulement Jean-Marie Larrieu
- 1993 : Bernard ou Les apparitions (court métrage) - seulement Arnaud Larrieu
- 2001 : Madonna à Lourdes (court métrage)
- 2001 : La Brèche de Roland (moyen métrage)
- 2007 : Les Comédiennes (Persévère dans ton être) et Les Comédiennes (À chacune sa rue) (courts métrages de la collection Talents Cannes 2007)

#### Documentaires
- 1992 : Ce jour-là (moyen métrage)
- 2005 : Les fenêtres sont ouvertes
- 2015 : Une nuit avec Pattie

#### Longs métrages
- 1999 : Fin d'été
- 2003 : Un homme, un vrai
- 2005 : Peindre ou faire l'amour
- 2008 : Le Voyage aux Pyrénées
- 2009 : Les Derniers Jours du monde
- 2013 : L'amour est un crime parfait
- 2015 : Vingt et une nuits avec Pattie
- 2021 : Tralala
- 2024 : Le Roman de Jim

### Comme monteurs
- 1987 : Court voyage (moyen métrage)
- 1988 : Temps couvert (court métrage)
- 1991 : Les Baigneurs (moyen métrage)
- 1992 : Ce jour-là (moyen métrage documentaire)
- 1993 : Bernard ou Les apparitions (court métrage)

### Comme directeurs de la photographie
- 1987 : Court voyage (moyen métrage)
- 1988 : Temps couvert (court métrage) - seulement Jean-Marie Larrieu
- 1992 : Ce jour-là (moyen métrage documentaire)
- 2002 : Le Voyage express au Mans, court métrage d'Annette Dutertre - seulement Arnaud Larrieu
- 2005 : Les fenêtres sont ouvertes (documentaire)

### Comme assistant réalisateur
- 1990 : Le Provincial de Christian Gion - seulement Jean-Marie Larrieu
- 1990 : Connemara de Louis Grospierre - seulement Jean-Marie Larrieu

## Distinctions
Sauf indication contraire, les informations mentionnées dans cette section peuvent être confirmées par les bases de données cinématographiques  présentes dans la section « Liens externes ».

### Récompenses
- Festival Côté court de Pantin 2000 : Prix du public et mention du jury pour La Brèche de Roland
- Festival du film de Turin 2003 : Mention spéciale pour le meilleur scénario pour Un homme, un vrai
- Festival du film fantastique de Sitgès 2009 :  Prix de la critique et prix du jury jeune pour Les Derniers Jours du monde
- Festival de Saint-Sébastien 2015 : Prix du jury pour le meilleur scénario pour Vingt et une nuits avec Pattie
- Prix Jean-Vigo 2020 : Prix Jean-Vigo d'honneur pour l'ensemble de leur œuvre
- Festival de Cannes 2024 : Prix Ecoprod pour Le Roman de Jim[40]
- Brussels International Film Festival 2024 : Grand Prix pour Le Roman de Jim
- Festival du film et de la musique de cinéma de La Baule 2024 : Prix du meilleur film pour Le Roman de Jim
- Festival Cinéroman Nice 2024 : Prix du jury pour Le Roman de Jim
- Festival du cinéma européen de Lecce (en) 2024 : Prix du public et Prix de la critique pour Le Roman de Jim
- Festival international du film de Gijón 2024 : Prix du public pour Le Roman de Jim
- Prix SACD 2025 : Prix cinéma pour Le Roman de Jim [41]

### Nominations
- Prix Louis-Delluc 2003 : short-list pour le prix du premier film pour Un homme, un vrai
- Prix Lumières 2016 : meilleur scénario pour Vingt et une nuits avec Pattie
- Prix Louis-Delluc 2024 : short-list pour Le Roman de Jim
- Prix Lumières 2025 : meilleur film pour Le Roman de Jim

### Sélections
- Festival de Cannes 1998 : sélection Acid pour Fin d’été
- Festival de Cannes 2000 : sélection Quinzaine des réalisateurs pour La Brèche de Roland
- New Directors/New Films 2001 : sélection pour La Brèche de Roland
- Festival de Cannes 2005 : sélection officielle en compétition pour Peindre ou faire l'amour
- Festival de Cannes 2008 sélection Quinzaine des réalisateurs pour Le Voyage aux Pyrénées
- Festival de Locarno 2009 : sélection Piazza Grande pour Les Derniers Jours du monde
- Festival international du film de Toronto 2009 : sélection pour Les Derniers Jours du monde
- Festival international du film de Toronto 2013 : sélection pour L'amour est un crime parfait
- Festival international du film de Saint-Sébastien 2013 : sélection pour L'amour est un crime parfait
- Festival de Cannes 2021 : sélection officielle hors compétition, séance de minuit pour Tralala
- Festival de Cannes 2024 : sélection officielle hors compétition, « Cannes première » pour Le Roman de Jim

### Autres reconnaissances
- Arnaud Larrieu pensionnaire de la Villa Médicis en 1998-1999
- Festival de Cannes 2016 : Jean-Marie Larrieu membre du jury international de la Cinéfondation
- Festival de Cannes 2018 : membres du jury de la Caméra d'or
- Rencontres Cinéma de Gindou 2019 : invités d’honneur du festival

## Box-office
| Film                                  | France          | Europe          |
| ------------------------------------- | --------------- | --------------- |
| Peindre ou faire l'amour (2005)       | 683 070 entrées | 964 397 entrées |
| Le Roman de Jim (2024)                | 401 837 entrées | 419 319 entrées |
| L'amour est un crime parfait (2013)   | 382 222 entrées | 416 199 entrées |
| Vingt et une nuits avec Pattie (2015) | 338 327 entrées | NC              |

- Sources : JPBox-Office.com[42] et la base de données Lumière[28].